# Condado de Villaminaya
El condado de Villaminaya es un título nobiliario español creado por Real Decreto el 17 de noviembre de 1706 por el rey Felipe V con el vizcondado previo de Fuente de Cano a favor de Diego de Toledo y Guzmán de Calatayud, Corregidor de Toledo (España). El Real Despacho no se otorgó hasta el 21 de septiembre de 1784 por el rey Carlos III, a su nieta Josefa Fernández de la Cuadra y Toledo.
A pesar de ello, históricamente, se viene considerando como primer conde a Diego de Toledo y Guzmán de Calatayud.
Su denominación hace referencia al municipio de Villaminaya provincia de Toledo (España).
Este título fue rehabilitado en 1924 por el rey Alfonso XIII a favor de José María Sanchiz y Quesada, como XI conde de Villaminaya.

Escudo de Villaminaya

## Condes de Villaminaya
|                               | Titular                                                | Periodo               |
| Creación por Felipe V         | Creación por Felipe V                                  | Creación por Felipe V |
| ----------------------------- | ------------------------------------------------------ | --------------------- |
| I                             | Diego de Toledo y Guzmán de Calatayud                  | 1706-                 |
| II                            | Juan de Toledo y Guzmán de Calatayud                   |                       |
| III                           | Francisca Josefa de Toledo y Guzmán de Calatayud       |                       |
| IV                            | Francisco Fernández de la Cuadra y Toledo              |                       |
| V                             | Josefa Fernández de la Cuadra y Toledo                 |                       |
| VI                            | Beatriz Fernández de la Cuadra y Toledo                |                       |
| VII                           | Francisca de Paula Portales y Fernández de la Cuadra   |                       |
| VIII                          | Tadeo Portales y Borda                                 |                       |
| IX                            | Catalina Gutiérrez de Cabieses Toledo y Guzmán         |                       |
| X                             | Vicente José de Peralta y Gutiérrez de Cabieses        |                       |
| V                             | José Santos Federico Valdés de Peralta y Villavicencio |                       |
| Rehabilitado por Alfonso XIII |                                                        |                       |
| XI                            | José María Sanchiz y Quesada                           | 1924-1943             |
| XII                           | Isabel Sanchiz y de Arróspide                          | 1950-                 |
| XIII                          | Hipólito Sanchiz y de Arróspide                        | 1982-1983             |
| XIV                           | Fernando Sanchiz y Núñez-Robres                        | 1983-                 |
| XV                            | Teresa Sanchiz y Orueta                                | 1986-actual titular   |

## Historia de los condes de Villaminaya
- Diego de Toledo y Guzmán de Calatayud, I Conde de Villaminaya.
- Juan de Toledo y Guzmán de Calatayud, II Conde de Villaminaya.

1. Casó con Luisa Antonia de Vera Zúñiga y Maldonado de Anaya

- Francisca de Toledo y Guzmán de Calatayud, III Condesa de Villaminaya, madre de:
- Francisco Fernández de la Cuadra y Toledo, IV Conde de Villaminaya, le sucedió su hermana:
- Francisca Josefa Fernández de la Cuadra y Toledo, V condesa de Villaminaya, le sucedió su hermana:
- Beatriz Fernández de la Cuadra y Toledo, VI Condesa de Villaminaya.

1. Casó con Diego Portales y Meneses, Conde consorte de Villaminaya, padres de:

- Francisca de Paula Portales y Fernández de la Cuadra, VII Condesa de Villaminaya.

1. Casó con Tadeo Portales y Borda, VIII Conde de Villaminaya, sin descendencia.

- Catalina Gutiérrez de Cabiedes y Loayza (Cusco, 1745-?), bisnieta del II Conde.

1. Casó en primeras nupcias con el capitán Sancho de Bracho y Bustamante
2. Casó en segundas nupcias en la catedral del Cusco con el coronel Miguel Jerónimo de Valdés y Peralta, alcalde del Cusco (1785)

- Vicente José Valdés de Peralta y Gutiérrez de Cabiedes (Cusco, 1785-?), marqués de Tejares, coronel de los Reales Ejércitos, caballero de la Orden de Montesa y regidor perpetuo del Cusco.

1. Casó en 1816 en Huayllabamba, Urubamba, con Rosa de Villavicencio y de la Cámara, hija de Vicente Isidoro de Villavicencio Guerrero.

- José Santos Federico Valdés de Peralta y Villavicencio (¿-Lima, 1856)

1. Casó con Manuela de Peñalva y Zegarra
2. Casó con Lorenza de Lobatón

- Honorato Nazario Valdés de Peralta y Zegarra

1. Casó en Arequipa con Juana Torres de Arellano y Ponce de León

Rehabilitado en 1924 por:
- José María Sanchiz y Quesada (1872-1952), XI conde de Villaminaya, XIV marqués del Vasto (G.E.), V conde de Piedrabuena.

1. Casó con María Isabel de Arróspide y Álvarez, III marquesa de Valderas, XXI baronesa de Borriol. En 1943 cedió este título a su hija:

- Isabel Sanchiz y de Arróspide, XII condesa de Villaminaya.

1. Casó con Miguel de Goytia y Machimbarrena, XII marqués de los Álamos del Guadalete. Sin descendientes. Le sucedió, en 1982, su hermano:

- Hipólito Sanchiz y Arróspide, XIII conde de Villaminaya, IV conde de Valdemar de Bracamonte.

1. Casó con Pilar Núñez-Robres. Le sucedió, en 1983, su hijo:

- Fernando Sanchiz y Núñez-Robres, XIV conde de Villaminaya. Le sucedió, en 1986, la hija de su hermano José Antonio Sanchiz y Núñez-Robres que había casado con Teresa Orueta y Rivero, por tanto su sobrina:

- Teresa Sanchiz y Orueta, XV condesa de Villaminaya.